# ニノン・ヴァラン
ニノン・ヴァラン（Ninon Vallin, 1886年9月8日 - 1961年11月22日）は、フランスのソプラノ歌手。

## 経歴
イゼール県モンタリュー＝ヴェルシュー生まれ。リヨン音楽院で学び、1911年にドビュッシーの知己を得、彼の作品である《聖セバスティアンの殉教》の初演に参加した。その後もドビュッシーが亡くなるまでたびたび共演していた。
1912年にパリ・オペラ座でビゼーの『カルメン』のミカエラ役でオペラ・デビューを飾り、その年から1916年までパリ・オペラ＝コミックで歌い、1916年からはミラノ・スカラ座やブエノスアイレスのコロン劇場などにも出演した。1920年からはパリ・オペラ座への出演も重ねたが、1926年にはパリ・オペラ・コミックに戻り、1946年まで出演した。1934年にはサンフランシスコの歌劇場にも出演している。
1953年から1959年までモンテビデオ音楽院の客員教授となり、後進の指導にも熱心に当たったが、1961年にリヨン近郊で没した。